# Paula Klamburg
Paula Klamburg Roque, née le 20 septembre 1989 à Barcelone, est une nageuse synchronisée espagnole.

## Carrière
Paula Klamburg remporte aux Jeux olympiques de 2012 à Londres la médaille de bronze par équipes avec Andrea Fuentes, Ona Carbonell, Clara Basiana, Alba María Cabello, Thais Henríquez, Margalida Crespí, Irene Montrucchio et Laia Pons.